# Gustaf Reuter
Gustaf Reuter (soldatnamn: Frisk), född 30 januari 1699 i Himmeta i Västmanland, död 27 april 1783 i Delsbo i Hälsingland, var en svensk soldat och allmogemålare. 
Han var känd för sitt dekorativa hälsingemåleri i rumsinredningar i Delsbo och intilliggande socknar, vanligen med bibliska motiv eller med ryttare till häst kombinerade med barockmönster med blomornament. Han dekorerade även kyrkointeriörer. Gustaf Reuter har framhållits som en av de mest kända allmogemålarna i landet och räknas som den mest kände hälsingemålaren. Han finns representerad på Skansen i Stockholm och Hälsinglands museum i Hudiksvall.

## Biografi
Reuters födelseplats har tidigare ofta och felaktigt angivits som Värmland. Enligt uppgifter från domboken var han son till prästdottern Margareta Andersdotter Lebestadia i Himmeta (född 1677). Den utpekade fadern löjtnant Gustaf Gustafsson Reuter af Skälboö (1669–1732) var redan gift och bestred faderskapet, men förlorade målet vid tinget i Köping i november 1699.
Enligt husförhörslängder tillbringade den unge Gustaf Reuter åtminstone delar av uppväxten på prästgården i Himmeta och verkar sedan ha vistats i Delsbo socken från 1718. Reuter blev sedan bofast i Delsbo och påbörjade 1721 soldattjänst vid Delsbo kompani. Under sitt liv hann han delta i ett antal fälttåg inom och utanför landets gränser. Han tjänstgjorde bland annat i Finland åren 1739–1741. Han befordrades till korpral 1742 och gick i pension 1757. Som allmogemålare var han fortsatt aktiv upp i åttioårsåldern.
Reuter gifte sig 1722 med Brita Johansdotter Klingström från Fellingsbro (1697–1784). Tillsammans fick de nio barn. Den äldsta sonen Carl (född 1722) följde i faderns fotspår som både målare och soldat innan han stupade i Pommern 1758.

## Måleriet

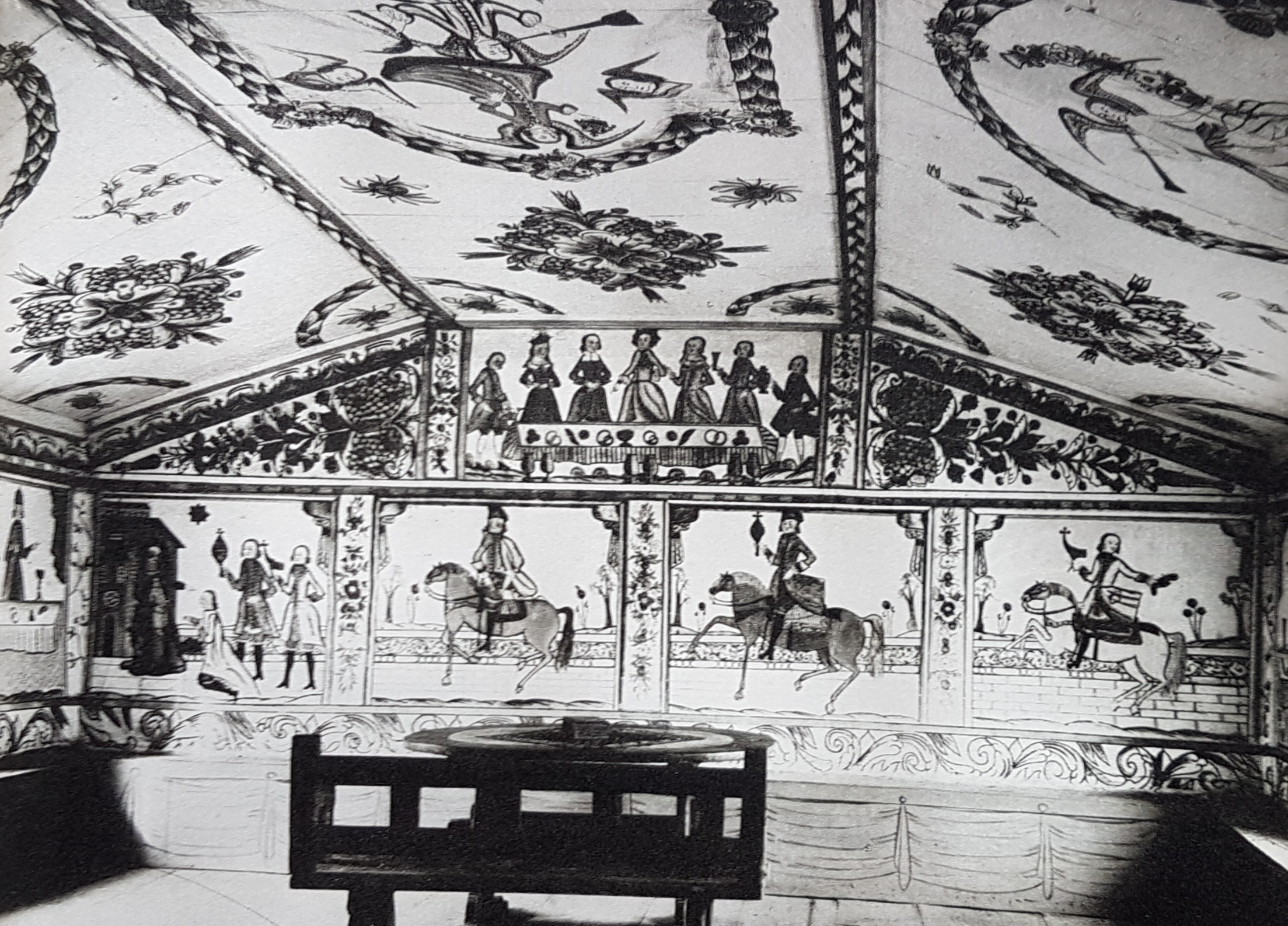
Rumsinteriör i "Norrgården" av Reuter.

Reuters soldatliv anses ha påverkat hans val av motiv där ryttare och härförare, särskilt Karl XII, är vanligt förekommande. Ryttarporträtt var även annars ett vanligt inslag i den samtida konsten under karolinsk tid. Han målade också de inom hälsingemålningen vanliga bibliska motiven, ofta bilder av jesusbarnet och de tre vise männen. I Reuters måleri byttes de tre vise männen ofta ut mot andra kungar eller kända personligheter som inte hör hemma i den bibliska berättelsen. Ibland har han blandat in porträtt av beställarna och deras familjer i kompositionerna.

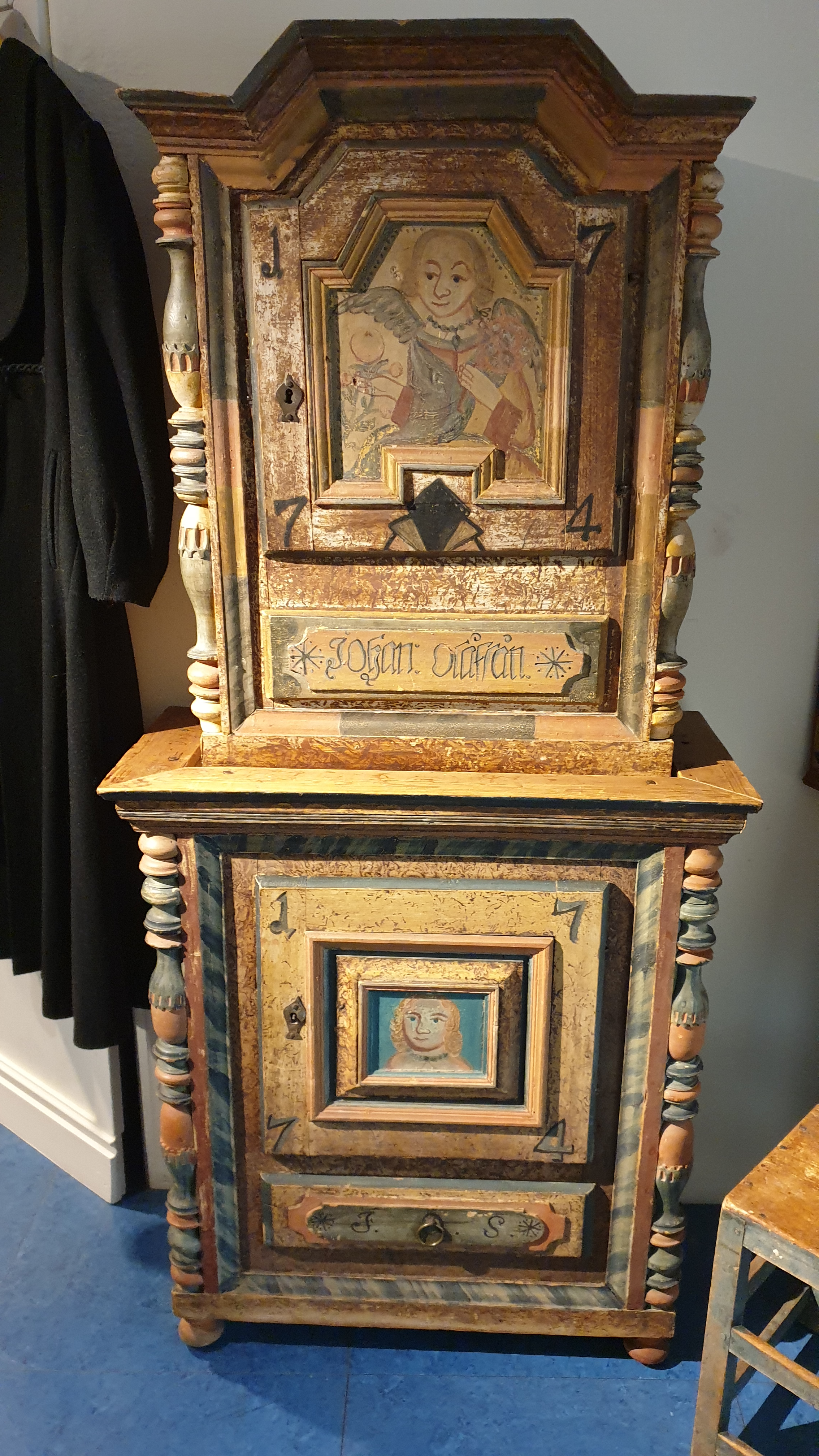
Skåp på Ljusdalsbygdens museum med måleri som tillskrivits Reuter.

Reuter hade för vana att dela in väggarna i fält inramade av bladornament, draperier, blommor och frukter. Motiven är stiliserade ytkompositioner vars figurer har givits tydliga konturer med svart färg. Resten av färgskalan är den för tiden typiska med rött, brunt och gult. Under 1700-talets mitt blev bruket av innertak mer utbrett, vilket gav dekorationsmålaren Reuter fler möjligheter. Takmålningarna avbildade änglar, evangelister och kvinnogestalter, inramade av bladornament och kottfjällskransar.
Gustaf Reuter hade till skillnad från flera andra hälsingemålare och folkkonstnärer vanan att signera sina verk, vilket har underlättat attribueringen. Han använde signaturerna "Gustaf Reuter från Delsbo", "G. Reuter" med årtal, bara "Gustaf Reuter" eller endast initialerna "G.R." Han använde även en form av visuell signatur med fleruddiga stjärnor, men den har också använts av andra målare och är av tveksamt värde vid attribuering.
Reuter var aktiv som dekorationsmålare i flera lokala kyrkor under 1730-talet. Mellan åren 1740 och 1760 finns åtminstone ett tjugotal interiörer som kan tillskrivas honom. Om man räknar in nu rivna och förlorade interiörer är hans totala produktion sannolikt mycket högre. Fragment av tidigare rumsinteriörer har återfunnits hoprullade för förvaring i landskapets hälsingegårdar. Den sista signerade inredningen målade han 1775 och den sista som attribuerats till honom färdigställde han 1778. Av de interiörer som bevarats har flera genomgått senare restaureringar eller omarbetningar och representerar inte längre Reuters egen färgpalett och teknik.

### Familjens målerier
Reuters hustru och en av sönerna, sannolikt Carl, har enligt arkivhandlingar utfört måleri i Delsbo kyrka året efter branden 1740. Detta skedde medan Gustaf Reuter fortfarande var krigsplacerad utomlands. Åren 1745–46 utförde Gustaf och Carl Reuter ytterligare måleriarbete i kyrkan tillsammans.

### Delsboskolan
Gustaf Reuter ingick i en grupp av målare och lärlingar som kom att förvalta hans stilval. Grupperingen har sedan Sigurd Erixon myntade begreppet kallats Delsboskolan. Skolan bestod av ett flertal nu kända och okända målare aktiva under större delen av 1700-talet. Reuters mest framgångsrika elev var Erik "Snickarmålarn" Ersson, vars målarstil ligger väldigt nära Reuters egen. En komplett rumsinredning av Ersson finns bevarad på Hälsinglands museum. Även Gustaf Reuters son Carl, som från 1746 till sin död 1758 bar soldatnamnet Roth, räknas till skolan. En annan av målarna i kretsen var Anders Ferm från Västansjö som bedöms ha bidragit till arbetena på Delsbo Forngård. Måleriet kan sägas vara influerat av såväl gotik som renässans och barock. Reuters insatser blev stilbildande, men de räknas inte som nyskapande och stilmässiga föregångare har målat under tidigt 1700-tal i bland annat Bjuråkers socken. Liknande inslag finns även i 1500- och 1600-talens inredningsmåleri i Voxnadalen.
Bland de aktiva 1700-talsmålarna i Hälsingland står Gustaf Reuter och hans lärlingar för en stor del av de arbeten som finns bevarade. Målerier som kan sägas tillhöra Delsboskolan har påträffats i ett tiotal socknar i norra Hälsingland. Flera verk är bevarade i Hälsinglands museums och Nordiska museets samlingar, liksom kompletta inredningar på forngårdarna i Bjuråker, Delsbo och Forsa, samt i Delsbogården på Skansen.

#### Delsbogården på Skansen

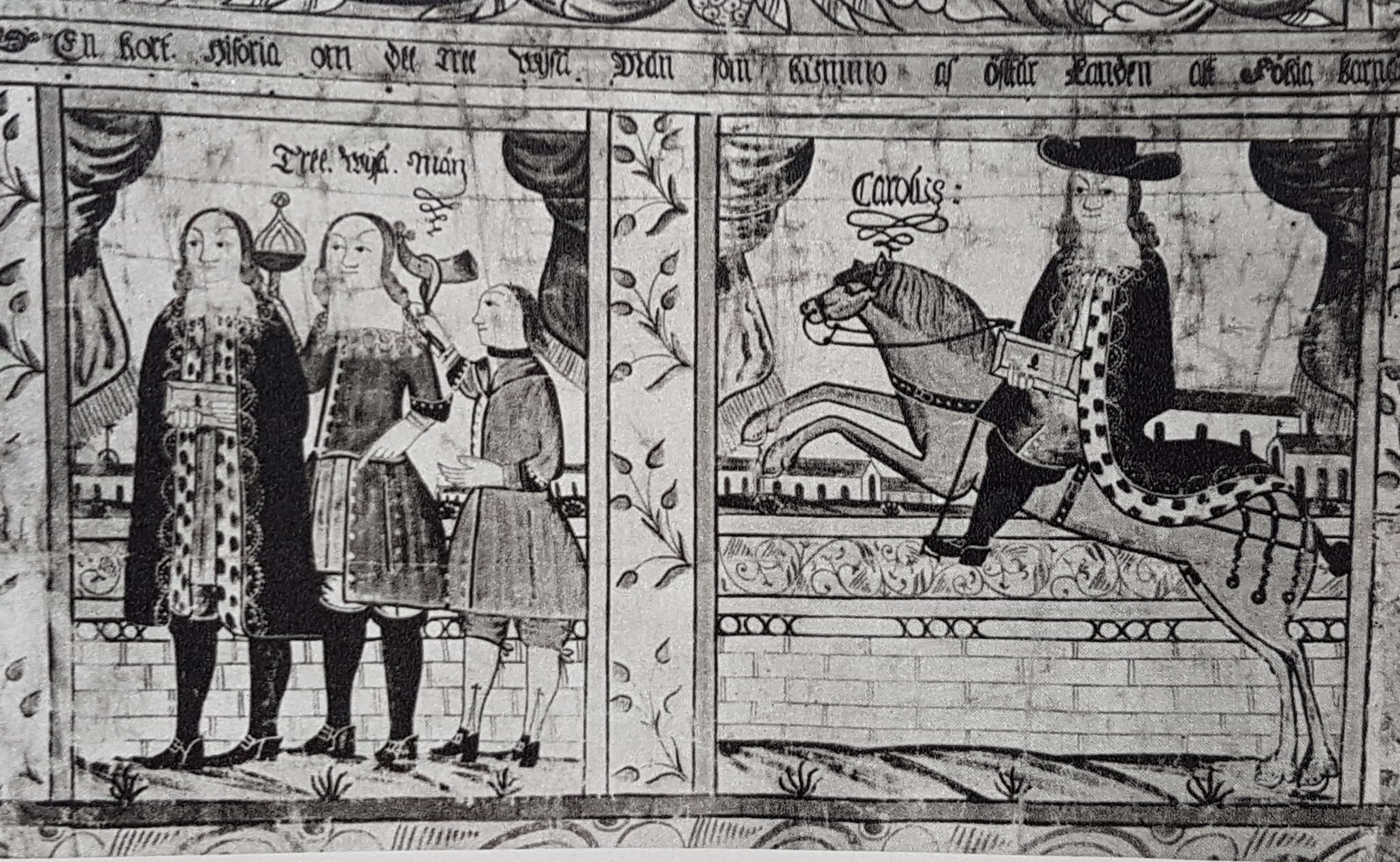
Interiör från Delsbogården

Skansen köpte en mangårdsbyggnad från gården Karls i Tjärnmyra i Delsbo socken 1927. Eftersom själva stugan visade sig vara i uselt skick tog man bara vara på väggmåleriet från herrstugan daterat 1747. Detta måleri på linneväv sattes sedan upp i övre salen i Västerängsstugan på Skansens "Delsbogård". Takets bräder hade målats 1773 med ornamenterade dekorationer och änglar i typiskt reuterskt snitt. Under lång tid tillskrevs även väggmåleriet Gustaf Reuter eftersom det var signerat, men det signerade segmentet är infogat och har dessutom genomgått omfattande retuscheringar. Annars uppvisar väggmåleriet spår av mallar som liknar "Snickarmålarns". Baserat på detaljer i återgivningen av ansikten och hästhuvuden skulle måleriet även stilmässigt snarare kunna tillskrivas Ersson, men det är också möjligt att väggmåleriet utförts av flera samarbetande målare.